# (329) Svea
(329) Svea – planetoida z pasa głównego asteroid okrążająca Słońce w ciągu 3 lat i 328 dni w średniej odległości 2,48 j.a. Została odkryta 21 marca 1892 roku w Landessternwarte Heidelberg-Königstuhl przez Maxa Wolfa. Nazwa planetoidy pochodzi od Svealandu pierwotnej nazwy Szwecji.